# Наумов, Сергей Михайлович (хоккеист)
Сергей Михайлович Наумов (род. 13 апреля 1957 года) — советский и российский игрок в хоккей с мячом, полузащитник, тренер, мастер спорта СССР международного класса (1985).

## Карьера

### Клубная
Начал играть в хоккей с мячом в Ульяновске в 1967 году в детской команде Клуба им. Чкалова, с 1970 года — в школе «Волги».
На взрослом уровне дебютировал в составе «Волги» в сезоне 1973/74.
Проведя за «Волгу» четыре сезона, в начале 1979 года перешёл в горьковский «Старт» и, несмотря на потерю почти двух сезонов при переходе в команду из Горького, сумел закрепиться в составе «Старта».
В 1981 году вернулся в «Волгу», выступая за команду в сезоне 1981/82, в сезоне 1982/83 — за свердловский СКА.
В 1983 году вновь вернулся в «Волгу», за которую провёл следующие шесть сезонов игровой карьеры, вызываясь в сборную СССР в 1984—1987 годах.
Последние два сезона в чемпионатах СССР проводит в сыктывкарском «Строителе».
В 1991 году выезжает в Швецию, где выступает за «Юсдаль», помогая команде выйти в высший дивизион Аллсвенскан, следующий сезон начинает в клубе «Оттербекен».
В 1997 году возвращается в Россию, где два сезона выступает в казанской «Ракете».
Год игровой карьеры проводит в «Текстильщике» (Мулловка).
Также играл в хоккей на траве за «Волгу».

### В сборной
В составе сборной СССР стал победителем чемпионата мира 1985 года, бронзовый призёр турнира 1987 года.

## Тренерская карьера
В Швеции работал с клубами «Оттербекен» (1993–1997, 1993–1996 — играющий главный тренер; 2008–2010), «Шернан» (2001/02; 2005–2007, 2005/06 — играющий главный тренер) и «Шёвде» (2007/08 — играющий главный тренер).
Работал тренером-консультантом в димитровградском «Черемшане» в сезоне 2002/03, с декабря 2003 по 2005 год.
Трижды назначался главным тренером «Волги». Работал с командой с января по март в 2001 году, с июля по ноябрь в 2003 году. Перед сезоном 2011/12 назначен старшим тренером «Волги», с января 2012 года — исполняющий обязанности главного тренера ульяновской команды, перед сезоном 2012/13 назначен главным тренером «Волги», в феврале 2014 года подал в отставку с поста главного тренера команды. В сезоне 2014/15 вновь был старшим тренером «Волги».
В дальнейшем продолжил работу с детско-юношескими командами «Волги». В сезоне 2018/19 его команда победила в первенстве России среди юношей не старше 17 лет, а их наставник  вошёл в число лучших детских тренеров прошедшего сезона.

## Достижения

### В хоккее с мячом
Клубные

 Серебряный призёр чемпионата СССР — 1980 

 Бронзовый призёр чемпионата СССР — 1976, 1977 

 Чемпион РСФСР — 1984 

 Чемпион СССР среди юниоров — 1975
В сборной

 Чемпион мира — 1985 

 Бронзовый призёр чемпионата мира — 1987 

 Победитель Международного турнира на приз газеты «Советская Россия» — 1988 

 Победитель чемпионата мира среди юниоров — 1974, 1976
Личные
- В списке 22-х лучших игроков сезона — 1977, 1985, 1987, 1988
- Символическая сборная «Волги» — 2000, 2006

### В хоккее на траве
Клубные

 Серебряный призёр чемпионата СССР — 1976 

 Бронзовый призёр чемпионата СССР — 1977

### Комментарии
1. ↑  Количество игр и голов за клуб(ы) в высшем дивизионе чемпионатов СССР/России